# 天経或問
『天経或問』（てんけいわくもん、旧字体: 天經或問）は、中国清代初期の康熙14年（1675年）頃成立した、自然学の解説書。著者は游藝（游子六）。自然の事物と現象を、その原理と構造から、問答形式で平易に説き明かす。イエズス会の宣教師が伝えた西洋の説（主にアリストテレス的な説）を、宋学以来の気の哲学によって中国化したもの。内容は天文学や気象学、地学を扱い、特に天文学に多くの紙幅を割く。中国本国よりも江戸時代の日本で盛んに読まれた。康熙20年（1681年）頃成立した続編『天経或問後集』と区別して、『天経或問前集』とも呼ばれる。

## 著者
著者の游藝（ゆう げい、游芸、字は子六。号は岱峯）は、生没年不詳で、経歴もほぼ不詳である。
福建省建寧府建陽県崇化里の人であり、北宋の游酢（程頤の高弟）の末裔とされる。明末清初の江南において、黄道周に学んだ後、方以智・熊明遇・掲暄・余颺らの学者サークルに参加した。このサークルの基本的な姿勢は、アリストテレス自然哲学を、気の哲学によって中国化して理解・把握することであった。游藝は特に、方以智と熊明遇の二人を師として仰いだ。この二人はイエズス会士と直接交流した人物でもある。

## 構成・内容
序文が張昌亮・張自烈・余颺・掲暄・方以智の五人から寄せられている。序文の後に、「古今天学家」「天経或問引用書目」と題して、中国の科学技術史を構成する人物やイエズス会士の人名、および書名を羅列している。その後に、十数個の図版（序図）を載せている。
本文は、題名通り「或問」形式、すなわち問答体・Q&A形式で書かれている。「天巻」と「地巻」の二部構成からなり、「地巻」の序盤までは天文学を、以降は気象学や地学を主に扱う。
本文や序文において、方以智の術語の「質測・通幾」が用いられている。特に「西学は質測に優れるが通幾に劣る」として、『乾坤弁説』や新井白石以来の「東洋道徳・西洋芸術」「和魂洋才」、あるいは「中体西用」に近い立場を取っていた。そのような事情から、内容も西学の単純な紹介ではなく、宋学的な咀嚼・翻案が施されている。
天文学では、アリストテレス＝プトレマイオス型の宇宙観（主宰者・天動説・天球・地球球体説）や、七曜の運行、日食と月食などを、数値を交えて述べる。周転円や離心円などでティコ・ブラーエの説にも触れる。ただし、これらは宋学的な気の旋回運動を用いて説明される。ガリレオも登場するが、望遠鏡の製作者、木星・土星の衛星（環）発見者としてであり、地動説には一切触れない。
気象学では、風・雲・雨などに触れ、雪や雹の形成について述べる。特に、雪の結晶がなぜ六角形かを、ケプラー的な円の詰め込み（ケプラー予想の項目を参照）を用いて「凡物、方體相等、聚成大方、必以八圍一。圓體相等、聚成大圓、必以六圍一。此定理中之定数也。」と説明している。これは、ウルシス・徐光啓の『泰西水法』の記述を継承したもので、ケプラーの情報提供によると思われる。

## 受容
清代の中国では、『四庫提要』に本書（『天経或問前集』）と『天経或問後集』が著録されたものの、目立った受容は無かった。
日本では、1670年代から1680年代に両書が輸入された。『天経或問後集』は禁書認定されてしまったが、本書は書物改役の南部草寿により許可された。以降、幕末まで盛んに読まれた。本書が盛んに読まれた理由として、平易な入門書だったこと、当時の基礎教養だった宋学で西学を咀嚼していたことが挙げられる。
複数の写本が作られた後、享保の改革による洋書緩和直後の1730年（享保15年）、西川如見の子の西川正休により訓点付きの和刻本が刊行された。以降、益々盛んに受容され、多くの注釈書が作られた。主な注釈者として、中井履軒・松永良弼・土御門泰邦・入江修敬・原長常・西村遠里・小島好謙・戸田通元・渋川佑賢らがいる。その他、貝原益軒・新井白石・寺島良安・中村惕斎・小里頼章・山県大弐・本木良永・司馬江漢・志筑忠雄・諸葛琴台・片山松斎・朝野北水・山片蟠桃・河東田直正・湯浅常山・赤井東海・三浦梅園・山村才助・石田梅岩・本居宣長・大国隆正らに受容された。貞享暦作者の渋川春海も本書を受容したが、「暦の作成に役立たない蛮人の怪説」として低評価していた。ただし春海は、本書によって太陽の近日点の移動に気付いたともいう。戯作者の山東京伝は、『天経或問』をもじった『天慶和句文』という黄表紙を著している。
地球球体説は、安土桃山時代のペドロ・ゴメスや不干斎ハビアンの頃から日本に伝わっていたものの、本書によって初めて浸透した。特に仏教の須弥山説に打撃を与え、富永仲基『出定後語』の大乗非仏説等とともに、排仏論の流行に繋がった。仏僧の側はこれに対抗し、須弥山説擁護論・仏教天文学・梵暦運動を展開した。例えば、文雄は『非天経或問』、普寂は『天文弁惑』を著し、須弥山説を擁護した。また、円通は『仏国暦象編』を著して、本書の説や本木良永訳『太陽窮理了解説』の地動説を批判した。
また、巻四の雪の結晶の成因のケプラー的な説明は、『雪華図説』にほぼそのまま引用されている。

## 現存本
清刊本・清写本よりも、和刻本・和写本の方が多く現存している。注釈書も多く現存している。『天経或問後集』も一応現存している。
現代語訳は無い。